# Quelea
Quelea – rodzaj ptaków z podrodziny wikłaczy (Ploceinae) w rodzinie wikłaczowatych (Ploceidae).

## Zasięg występowania
Rodzaj obejmuje gatunki występujące w Afryce Subsaharyjskiej.

## Morfologia
Długość ciała 11–12 cm, masa ciała 11–26 g.

## Systematyka

### Etymologia
Quelea: epitet gatunkowy Emberiza quelea Linnaeus, 1758 (łac. qualea – „przepiórka”. Znaczenie tej nazwy jest niejasne, ale Jeffreys w 1973 roku zasugerował związek między morowymi rojami wikłaczy z tego rodzaju, które pustoszą uprawy współczesnej Afryki, a ogromną liczbą przepiórek z rodzaju Coturnix, które według przekazów biblijnych spadły na obóz Izraelitów. Gotch w 1987 roku zasugerował, że jest to afrykańska, rodzima nazwa).

### Podział systematyczny
Do rodzaju należą następujące gatunki:
- Quelea quelea (Linnaeus, 1758) – wikłacz czerwonodzioby
- Quelea cardinalis (Hartlaub, 1880) – wikłacz kardynalski
- Quelea erythrops (Hartlaub, 1848) – wikłacz czerwonolicy